# Medicejská vila v Careggi
Medicejská vila v Careggi (Villa medicea di Careggi) je patricijský venkovský dům nacházející se v toskánských kopcích na předměstí Florencie. Byla jednou z prvních medicejských vil, pozemek a nemovitosti koupil již Giovanni di Bicci de’ Medici roku 1417. Cosimo Starý budovu nechal přestavět v renesančním stylu, plány navrhl medicejský rodinný architekt Michelozzo. Vila je známá svou zahradou a tím, že zde sídlila novoplatónská Akademie, založená Cosimem. Zemřeli zde Cosimo Starý (1464), jeho vnuk Lorenzo Nádherný (1492) a filozof Marsilio Ficino (1499). Poté byla vila delší dobu opomíjená, dokud ji kardinál Karel Medicejský nenechal rozsáhle renovovat roku 1615. Roku 1779 vilu zakoupil Vincenzo Orsi a od jeho dědiců ji získal roku 1848 Angličan Francis Sloane, který zde vybudoval arboretum exotických stromů. Dnes je vila státní a je na seznamu památek světového dědictví UNESCO jako součást položky Vily a zahrady Medicejských v Toskánsku.